# Dunedin Technical
Dunedin Technical is een Nieuw-Zeelandse voetbalclub uit Dunedin.
De club werd in 1920 opgericht als King Edward Technical College Old Boys. In 1980 werd de huidige naam aangenomen. De thuiswedstrijden worden gespeeld in het Culling Park.

## Gewonnen prijzen
- Chatham Cup
  - Winnaar (1): 1999
  - Runner up (3): 1964, 1998, 2008

## Bekende (oud-)spelers
- Lutz Pfannenstiel